# 레인저스 FC
레인저스 풋볼 클럽(영어: Rangers Football Club)은 글래스고를 연고로 하는 스코틀랜드의 축구팀으로, 스코틀랜드 리그 2(스코틀랜드 프로 축구 3부 리그에 해당)에서 무패 우승을 하여 현재는 스코틀랜드 풋볼 리그 1부(Scottish Football League First Division)에 속해있다. 이 축구단은 1872년 창단되었으며, 2012년까지 스코틀랜드 프리미어리그에 속해 있었다. 셀틱 FC와 함께 레인저스 FC는 스코틀랜드 프리미어리그를 대표하는 양대 축이다. 홈 구장은 아이브록스 경기장이며 총 수용인원은 50,817명이다.
2012년 2월 파산위기에 몰려 법정관리를 신청하였다. 새로운 구단주가 레인저스를 구입하고 새로운 회사로 설립했으나 투표 끝에 1부리그 참여자격을 승계받지 못해 4부리그로 강등되었다. 4년만에 3회의 우승을 거쳐 1부리그로 복귀했다.
19세기 말부터 같은 글래스고를 연고로 하는 셀틱과 오랜 라이벌 관계에 있는데 이 두 팀 간의 경기는 올드 펌이라 불린다.

## 역사

### 4부 리그 강등 사태
2011-12 시즌 내내 재정 위기에 시달리다가 2012년 2월 법정관리를 신청하였고 승점 삭감, 선수 영입 금지 등 중징계를 받았다. 새로운 구단주가 레인저스를 구입하고 새로운 회사로 설립하며 문제가 해결되는 듯 하였으나 시즌이 종료된 후 레인저스의 거취를 놓고 벌인 투표에서 1부 리그 참여자격은 승계받지 못하게 되면서 4부 리그인 스코틀랜드 풋볼 리그 3부(현재의 스코틀랜드 리그 2의 전신)로 강제 강등되었다. 그러나 4부 리그에서 우승하여 3부 리그 스코틀랜드 리그 1로, 다시 우승하여 3부 리그 스코틀랜드 리그 1로, 3부 리그에서 다시 우승하여 2014-15 시즌에는 스코틀랜드 챔피언십에 소속되게 되었다. 2014-15 시즌에서는 3위를 하는데 그쳤으나 플레이오프에서 다른 2부리그 팀들을 이겨 1부리그 팀 머더웰 FC와 대결하는 최종라운드에 진출하였다. 그러나 머더웰 FC에 패해 승격을 하지 못하였다. 2015-16 시즌에서 2부리그인 챔피언십에서 우승해 2016-17 시즌부터 1부리그 스코틀랜드 프리미어십(스코틀랜드 프리미어리그의 후신)으로 복귀했다.

### 1부 리그 복귀 이후
복귀 시즌에서 3위를 기록했다.

## 선수 명단

### 현재 선수 명단
참고: FIFA 자격 규정에 따라 소속된 국가대표팀 국기를 표시합니다. 선수는 복수의 FIFA 비회원국 국적을 가지고 있을 수 있습니다.
| 번호 | 포지션 | 국적       | 이름                                |
| ---- | ------ | ---------- | ----------------------------------- |
| 1    | GK     | 스코틀랜드 | 앨런 맥그레거                       |
| 2    | DF     | 잉글랜드   | 제임스 테버니어 (주장)              |
| 3    | DF     | 튀르키예   | 르드반 이을마즈                     |
| 4    | MF     | 잉글랜드   | 존 룬스트럼                         |
| 5    | DF     |            | 필리프 헬란데르                     |
| 6    | DF     | 잉글랜드   | 코너 골드슨 (부주장)                |
| 7    | MF     |            | 이아니스 하지                       |
| 8    | MF     | 스코틀랜드 | 라이언 잭                           |
| 9    | FW     | 크로아티아 | 안토니오 촐라크                     |
| 10   | MF     | 북아일랜드 | 스티븐 데이비스                     |
| 11   | FW     | 웨일스     | 톰 로런스                           |
| 14   | MF     | 잉글랜드   | 라이언 켄트                         |
| 16   | DF     | 스코틀랜드 | 존 사우타                           |
| 17   | FW     | 웨일스     | 라비 마톤도                         |
| 18   | MF     |            | 글렌 카마라                         |
| 19   | MF     |            | 제임스 샌즈 (뉴욕 시티 FC에서 임대) |

| 번호 | 포지션 | 국적       | 이름                               |
| ---- | ------ | ---------- | ---------------------------------- |
| 20   | FW     | 콜롬비아   | 알프레도 모렐로스                  |
| 23   | FW     | 스코틀랜드 | 스콧 라이트                        |
| 24   | MF     | 나이지리아 | 은남디 오포보어                    |
| 25   | FW     | 자메이카   | 케마르 루피                        |
| 26   | DF     | 잉글랜드   | 벤 데이비스                        |
| 28   | GK     | 스코틀랜드 | 로비 맥크로리                      |
| 29   | MF     | 북아일랜드 | 찰리 맥캔                          |
| 30   | FW     | 잠비아     | 패션 사칼라                        |
| 31   | DF     | 크로아티아 | 보르나 바리시치                    |
| 32   | GK     | 스코틀랜드 | 키어런 라이트                      |
| 33   | GK     | 스코틀랜드 | 존 맥러플린                        |
| 37   | MF     |            | 스콧 아필드                        |
| 38   | DF     | 스코틀랜드 | 레온 킹                            |
| 44   | DF     | 스코틀랜드 | 애덤 디바인                        |
| 51   | MF     | 스코틀랜드 | 알렉스 로리                        |
| 71   | FW     |            | 말릭 틸만 (바이에른 뮌헨에서 임대) |

## 역대 감독
| 감독                       | 임기        |
| -------------------------- | ----------- |
| 월터 스미스                | 1991 ~ 1998 |
| 딕 아드보카트              | 1998 ~ 2001 |
| 폴 르구엔                  | 2006 ~ 2007 |
| 월터 스미스                | 2007 ~ 2011 |
| 저메인 디포(공동 대행)     | 2021        |
| 지오바니 판 브롱크호르스트 | 2021 ~ 2022 |

## 역대 성적

### 리그

#### 스코틀랜드 프리미어리그
우승 (55) : 1891, 1899, 1900, 1901, 1902, 1911, 1912, 1913, 1918, 1920, 1921, 1923, 1924, 1925, 1927, 1928, 1929, 1930, 1931, 1933, 1934, 1935, 1937, 1939, 1947, 1949, 1950, 1953, 1956, 1957, 1959, 1961, 1963, 1964, 1975, 1976, 1978, 1987, 1989, 1990, 1991, 1992, 1993, 1994, 1995, 1996, 1997, 1999, 2000, 2003, 2005, 2009, 2010, 2011, 2021
준우승 (27) : 1893, 1896, 1898, 1914, 1916, 1919, 1922, 1932, 1936, 1948, 1951, 1952, 1953,
1958, 1962, 1966, 1967, 1968, 1969, 1970, 1973, 1977, 1979, 1998, 2001, 2002,
2004, 2007, 2008

### 컵 대회

#### 스코티시 컵
우승 (33) : 1894, 1897, 1898, 1903, 1928, 1930, 1932, 1934, 1935, 1936, 1948, 1949, 1950, 1953, 1960, 1962, 1963, 1964, 1966, 1973, 1976, 1978, 1979, 1981, 1992, 1993, 1996, 1999, 2000, 2002, 2003, 2008, 2009

준우승 (17) : 1877, 1879, 1899, 1904, 1905, 1921, 1922, 1929, 1969, 1971, 1977, 1980, 1982,
1983, 1989, 1994, 1998, 2016

#### 스코티시 리그 컵
우승 (27) : 1947, 1949, 1961, 1962, 1964, 1965, 1971, 1976, 1978, 1979, 1982, 1984, 1985, 1987, 1988, 1989, 1991, 1993, 1994, 1997, 1999, 2002, 2003, 2005, 2008, 2010

준우승 (7) : 1952, 1958, 1966, 1967, 1983, 1990, 2009

### 유럽 대회

#### UEFA 컵 위너스컵
우승 (1) : 1972

준우승 (2) : 1961, 1967

#### UEFA컵
준우승 (2) : 2007-08, 2021-22

#### UEFA 슈퍼 컵
준우승 (1) : 1972

#### UEFA 챔피언스리그
최고성적 16강: 2005-2006

## UEFA 랭킹

### 클럽 계수
2021년 5월 21일 기준
| 순위 | 국가       | 팀                        | 점수   |
| ---- | ---------- | ------------------------- | ------ |
| 49   | 독일       | 아인트라흐트 프랑크푸르트 | 33.000 |
| 50   | 세르비아   | 츠르베나 즈베즈다         | 32.500 |
| 51   | 잉글랜드   | 레스터 시티               | 32.000 |
| 52   | 스코틀랜드 | 레인저스                  | 31.250 |
| 53   | 이탈리아   | 밀란                      | 31.000 |
| 54   | 러시아     | 로코모티프 모스크바       | 31.000 |
| 55   | 벨기에     | 헹크                      | 30.000 |